# Lotos
Lotos (Grupa LOTOS S.A., Rafineria Gdańska SA tot juni 2003) is een Poolse onderneming en werd in 1971 opgericht. De onderneming beheert een keten van 330 tankstations onder dezelfde naam, en is met name in de regio Pommeren actief. 